# Alain de Benoist
Alain de Benoist (født 11. december 1943 i Tous, Frankrig) er en fransk intellektuel og politisk filosof, der bedst er kendt som en af grundlæggerne af den såkaldte "Nouvelle Droite" eller "Ny Højre" i Frankrig. Han har været en indflydelsesrig figur inden for europæisk intellektuel og politisk debat siden 1960'erne.
De Benoist er kendt for sin kritik af liberalisme, globalisering og multikulturalisme, og han har udviklet en form for etnopluralisme, der fremhæver betydningen af kulturel og etnisk mangfoldighed i verden. Han er imod ideen om universelle værdier og ser i stedet kulturel og etnisk identitet som afgørende for menneskelig selvforståelse og samfundets stabilitet.
Han er imod globaliseringen og ser den som en trussel mod national suverænitet og kulturel diversitet. Han argumenterer for en form for regionalisme og lokalisme, der prioriterer nationale og kulturelle interesser over globale markeder. Benoist har ofte været forbundet med konservative ideer og synspunkter, især når det kommer til at bevare traditionelle værdier og strukturer i samfundet.
Han har skrevet mange bøger og artikler om emner som politisk teori, identitet, kulturkritik og europæisk historie. Selvom hans ideer og synspunkter ofte betragtes som kontroversielle og er blevet kritiseret af nogle for at være højreorienterede, har de også haft en betydelig indflydelse på intellektuel debat i Europa og andre steder.